# Postumus
Marcus Cassianius Latinius Postumus († 269) byl uzurpátor římského trůnu, který v letech 260–269 ovládal Galii, Británii a část Hispánie. Ve zbytku říše mezitím panovali císaři Gallienus (253–268) a Claudius II. (268–270).

## Proklamace za císaře
O Postumově původu a kariéře se neví prakticky nic, předpokládá se pouze, že za vlády Valerianovy mu podléhala provincie Dolní Germánie a že patrně pocházel z galského prostoru. Podle zprávy kronikáře Zonara dosáhl v průběhu létě roku 260 jistých úspěchů v boji s Germány, byl vojskem provolán za císaře a poté oblehl město Colonii Agrippinu (dnes Kolín nad Rýnem), kde pobýval syn císaře Galliena caesar Saloninus. Ten skončil po kapitulaci města na popravišti. Během velmi krátké doby se ke vzpouře připojily i provincie Belgica, Lugdunensis, Aquitania, Tarraconensis a obě britské provincie, takže Postumus se stal skutečným pánem západních oblastí říše. Císař Gallienus, který právě potlačoval Ingenuovu a Regalianovu revoltu v Panonii, nebyl schopen proti uzurpátorovi zakročit, ale ani Postumus patrně neměl dost sil na to, aby táhl na Řím. Vznikla tak zvláštní situace, kdy vedle sebe koexistovali dva císařští protivníci, z nichž ani jeden nedokázal prosadit svou autoritu v celé říši.

## „Galské císařství“
Historikové pro Postumovu sféru vlivu často používají název galské císařství nebo galská říše, aby tak vystihli lokální a „dlouhodobý“ charakter tohoto útvaru. Problémem je, že Postumus se nikdy neprezentoval jako galský vládce – užíval normální císařskou titulaturu, razil mince s legendou Roma aeterna (Věčný Řím) a jmenoval dokonce vlastní konzuly. S výrazem galská říše je proto třeba nakládat opatrně, aby nevznikl dojem, že se západní provincie od impéria separovaly, že zde působila jakási „idea samostatnosti“. Postuma a jeho nástupce v Galii lze spíše považovat za nelegální spoluvladaře císařů v Římě, nelegální ve smyslu právně neuznané. Ze státoprávního hlediska „galská říše“ nikdy neexistovala.

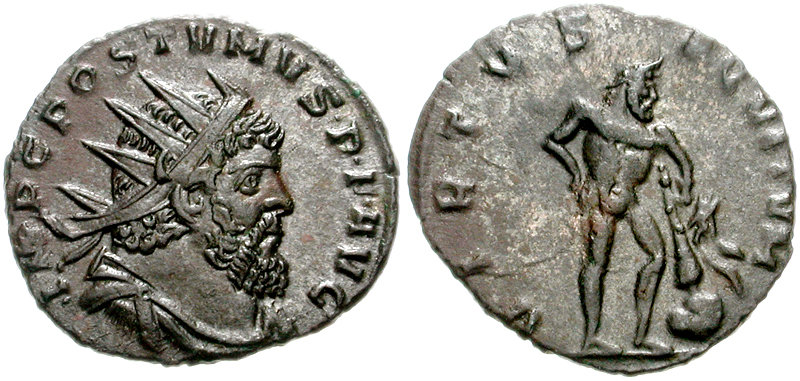
Mince s Postumovým portrétem, kterou dal razit v Miláně Aureolus

Císař Gallienus se do budoucna nemínil s daným stavem smířit. Jistou dobu mu sice Postumovo panství na Západě mohlo vyhovovat – Postumus jako obhájce hranic na Rýně sloužil zájmům celého impéria – ale v dlouhodobé perspektivě bylo třeba rozhodnout kdo s koho. Na vojenskou výpravu shromáždil císař dostatek prostředků v roce 265 a zpočátku se zdálo, že mu štěstí přeje. Postumus utrpěl v jižní Galii těžkou porážku, musel ustoupit na sever a nakonec se dostal v jednom galském městě do obležení. Gallienus triumfoval. Jeho radost však byla předčasná, neboť dobře mířený šíp jej vážně poranil na zádech a přinutil jej výpravu ukončit. Vzhledem k jiným problémům (vpád Gótů) již Gallienus do Galie nikdy nevstoupil.
Postumus si přesto nenechal ujít příležitost, aby Gallienovi neoplatil ponižující porážku z poloviny šedesátých let. V prvních měsících roku 268 navázal kontakt s vojevůdcem Aureolem v Miláně, získal ho na svou stranu a nakrátko to vypadalo, že bez boje dosáhne uznání v Itálii. Aureolova revolta se však brzy zhroutila a Postumovi nijak neposloužila, třebaže Gallienus byl v jejím průběhu zavražděn. Nový císař Claudius II. představoval pro Postuma minimálně stejné nebezpečí jako Gallienus.

## Smrt
Na jaře roku 269 zažil Postumus sám, co je to bojovat s uzurpátorem – vystoupil proti němu legát v Horní Germánii Ulpius Cornelius Laelianus. Postumovi si sice podařilo vzpouru zlikvidovat, ale když jeho vojáci chtěli vyplenit Laelianovo sídelní město Mogontiacum, snažil se tomu zabránit a rozzuřená soldateska ho zabila (asi červen 269). Po jeho smrti se na „galském“ trůně v rychlém sledu vystřídali ještě tři císařové – Marius, Victorinus a Tetricus – žádný z nich však nedosáhl Postumova formátu.
Postumovou hlavní zásluhou je, že v době vážného ohrožení říše udržoval klid na rýnské hranici a vlastně tak suploval císaře Galliena, vázaného jinde. Na druhé straně zmnožila jeho revolta rozkladné a krizové tendence v impériu – jev, jemuž se všichni reprezentanti ústřední vlády snažili zabránit. Výsledkem byly války Galliena s Postumem či později Aureliana s Tetrikem, jež odváděly římskou pozornost od vnějších nepřátel, především od germánských kmenů.